# Danko Lazović
Danko Lazović (serbi: Данко Лазовић; nascut el 17 de maig de 1983 en Kragujevac) és un futbolista serbi que juga pel Zenit Saint Petersburg de la Lliga Russa i forma part del combinat nacional de Sèrbia.

## Enllaços externs

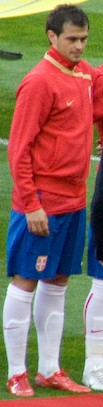
Danko Lazović